# جكدان (تشكدان)
جکدان (بالفارسية: جکدان) هي مستوطنة تقع في إيران في قسم تشکدان الريفي. يقدر عدد سكانها بـ 1239 نسمة بحسب إحصاء 2016.